# Olympische Jugend-Winterspiele 2016/Teilnehmer (Chinese Taipei)
| Gelbes Symbol für Goldmedaillen mit stilisierten Olympischen Ringen | Graues Symbol für Silbermedaillen mit stilisierten Olympischen Ringen | Braundes Symbol für Bronzemedaillen mit stilisierten Olympischen Ringen |
| ------------------------------------------------------------------- | --------------------------------------------------------------------- | ----------------------------------------------------------------------- |
| —                                                                   | —                                                                     | —                                                                       |

Die Republik China nahm unter dem Namen Chinesisch Taipeh an den Olympischen Jugend-Winterspielen 2016 in Lillehammer mit vier Athleten in vier Sportarten teil.

## Sportarten

### Eishockey
| Athleten      | Wettbewerb       | Qualifikation | Qualifikation | Finale             | Finale             |
| Athleten      | Wettbewerb       | Punkte        | Rang          | Punkte             | Rang               |
| ------------- | ---------------- | ------------- | ------------- | ------------------ | ------------------ |
| Jungen        |                  |               |               |                    |                    |
| Mu-Hsin Hsieh | Skills-Challenge | 7             | 15            | nicht qualifiziert | nicht qualifiziert |

### Rennrodeln
| Athleten         | Wettbewerb | Durchgang 1 | Durchgang 1 | Durchgang 2 | Durchgang 2 | Gesamt       | Gesamt |
| Athleten         | Wettbewerb | Zeit        | Rang        | Zeit        | Rang        | Zeit         | Rang   |
| ---------------- | ---------- | ----------- | ----------- | ----------- | ----------- | ------------ | ------ |
| Jungen           |            |             |             |             |             |              |        |
| Chun-Hung Chiang | Einsitzer  | 49,998 s    | 18          | 50,624 s    | 18          | 1:40,622 min | 18     |

### Skeleton
| Athleten     | Durchgang 1 | Durchgang 1 | Durchgang 2 | Durchgang 2 | Gesamt      | Gesamt |
| Athleten     | Zeit        | Rang        | Zeit        | Rang        | Zeit        | Rang   |
| ------------ | ----------- | ----------- | ----------- | ----------- | ----------- | ------ |
| Jungen       |             |             |             |             |             |        |
| Lin-Wei Peng | 57,93 s     | 20          | 57,72 s     | 19          | 1:55,65 min | 20     |

### Ski Alpin
| Mädchen        |              |             |    |             |    |             |    |
| Wei-Hsuan Chen | Riesenslalom | 2:42,80 min | 44 | 2:25,57 min | 38 | 5:08,37 min | 38 |
| Wei-Hsuan Chen | Slalom       | 1:38,38 min | 40 | 1:33,65 min | 34 | 3:12,03 min | 34 |